# Felkai Miklós
Felkai Miklós (teljes nevén Felkai Miklós Ferenc; Debrecen, 1950. szeptember 12. – 2024. június 8.) magyar rockzenész, gitáros, zeneszerző, szövegíró, énekes.

## Életpályája
Már nagyon korán érdekelte a házizenélés: „szájtrombitán”, játékzongorán, xilofonon játszva és a szekrény oldalán dobolva korabeli slágereket „adott elő”. A Péterfia utcai Zenei Általános Iskolában kezdett, ami nagyon hasznos volt későbbi pályája szempontjából. Már nyolcadik osztályban megalakította első zenekarát, a Plutót, amely előbb a MÉ-SZA-CI-CSO (Mészáros Bandi, Szálkai Sanyi – Szaki, Felkai Miki – Ci, és Vámos Attila – Csosz) néven futott.
Következett a Fazekas Mihály Gimnázium, Dienes Szakközépiskola és a végén a Landler Jenő Szakközépiskola. Komplett iskolája vándorolt új és újabb helyekre, kísérleti szakközépiskola lévén. A Fazekasban is alapított együttest, melyet a felsőbb osztályba járók is elismertek. A Dienesben a Kingstonesban folytatta a muzsikálást az általános iskolai zenekara tagjaival.
Ekkoriban történt, hogy egy idősebb fiúkból álló zenekar elcsábította magához mint akkordgitárost, Felkai így belépett a Nautilus zenekarba. Itt találkozott Grábold Elek-Lexivel, akitől – elmondása szerint – rengeteget tanult. Innen a Rangers zenekar hívta el kísérő-, majd szólógitárosnak. Itt ismerkedett meg Pikó Sándor dobossal. 1969 őszén megszületett egy új zenekar, a Lux együttes. Az alapítók Pikó Sándor, Tikász Sándor (ének) és Felkai Miklós voltak. Főleg Creamet és Jimi Hendrixet játszottak.
Következett a katonaság. Szülővárosában, a Bocskai-laktanyába vonult be 1971. február 19-én. Ott a „kultúra érdekében” a tisztek létrehozták a Radar Beat nevű zenekart, amelybe rendszeresen bevonultattak ismert debreceni „tehetségeket”. Elődje volt pl. Heller Tamás, a Vidám Színpad tagja. Céljuk a Salgótarjáni Országos Pop-Rock Fesztiválon való részvétel volt. Eljutottak a döntőbe, ahol „amatőrként” megmérkőztek: Delhusa Gjon, Bódy Magdi, az Apostol, Eszményi Viktória, a Korong zenekar résztvevőkkel. Ebben a mezőnyben ezüst diplomát kaptak, Hacsaturján Kardtánca feldolgozásáért.
Leszerelése után, 1973-ban megalakította az „új LUX”-ot Makranczi Béla énekessel, Nagy Istók László (Zicsi) basszusgitárossal, Pikó Sándor dobossal. Közben meghívták a Debreceni Jazz Együttesbe gitározni, ahol dr. Kiss Ernő zongorista volt a zenekarvezető. Mátyás Ferenc dobos volt az „újító”. Ekkor eljutott Spanyolországba, a San Sebastian-i Jazz Fesztiválra. 1974-ben a Luxból átigazolt Seicher Tibor doboshoz, az Astor zenekarba. Egy év után jött a Budapestre kerülés lehetősége, az Apostol zenekar 1975 január elsejétől felvette gitárosnak. Bejárta Magyarországot és a fél világot, ami az akkori rendszerben jelentős siker volt.
1975–1988 között lemezfelvételeken együtt zenélhetett az LGT-vel, Kovács Katival, Máté Péterrel, Sass Szilviával, a Stúdió 11-gyel, Dés Lászlóval, Presser Gáborral, Szörényi Leventével, Zalatnay Saroltával, Varga Miklóssal, Deák Bill Gyulával. 1980-ban átigazolt a Color együttesbe Bokor Attila, Tibor és Gyula társaságában. Ekkor készült az Új Színek című nagylemez. Ismert számaik: Féltelek, Arról jöttem én, Segíts, Bűvös kocka, Vallomás, Jöhet egy új felvonás… A Color megszűnt 1984-ben, a Bokor fiúk disszidálása miatt.
Létrejött a SU\COLOR (szuper color) zenekar. Közben F F MIKI néven komponált gitárzenéket a Magyar Rádió számára. 1986-ban ötletgazdája és résztvevője volt az első Gitárpárbajnak a Petőfi Csarnokban, 2000 fős közönség előtt, nagy sikerrel. 1987-ben Bencsik Sándor (Samu) gitáros is külföldre távozott. Helyére átmenetileg Deák Bill Gyula meghívta a zenekarába. Samu pár hónappal később meghalt. Felkai egy évig játszott a Deák Bill Blues Bandben. 1988 októberétől külföldön „vendéglátózott”: Dánia, Hollandia, Svédország, Egyesült Királyság, Svájc… Közben F F MIKI kiadott két hangszeres szólólemezt: A Magyar Tenger (1988 ) és Baby Jazz (1991) címmel.
1994-ben összehozta a Felkai Blues Brotherst, majd 1997-ben Felkai Jamre változtatta a zenekar nevét. 2001-ben megjelent a Felkai Jam CD-je. Néhány éve újra együtt zenélt a LUX zenekarral. 2010-ben nagy koncerttel ünnepelték 40 éves fennállásukat. A koncertről DVD-kiadvány készült. Tagja volt az Ice Cream Blues Band zenekarnak is. 2007 óta Bergendy István zenekarában gitárosként állandó vendég volt. 2012-ben létrehozott zenekarával, a Fantomas-szal muzsikált. 2015-ben és 2018-ban CD-jük készült. Vendégzenészként sok kortársa lemezfelvételén szerepelt.
2024. június 8-án bekövetkezett haláláig tanított és zenélt.

## Felvételei

### Szólólemezei
- A magyar tenger (1988)
- Baby Jazz (1991)
- -40 Felkai III. +40 (2016)